# Modulus carchedonius
Modulus carchedonius is een slakkensoort uit de familie van de Modulidae. De wetenschappelijke naam van de soort is voor het eerst geldig gepubliceerd in 1822 door Lamarck.